# Plumb (Sängerin)

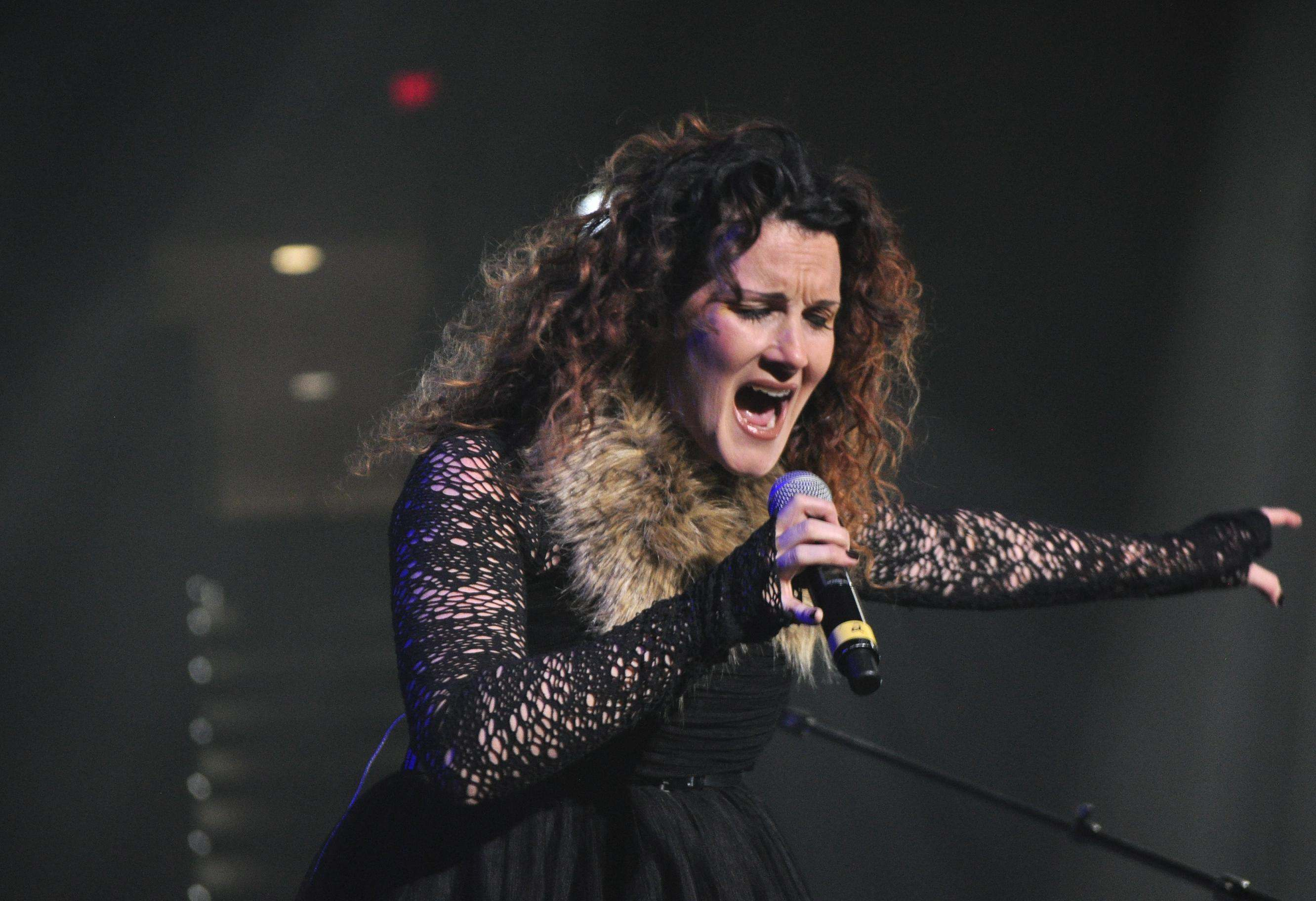
Plumb

Tiffany Lee (* 9. März 1975 in Indianapolis, Indiana als Tiffany Arbuckle) ist eine US-amerikanische Sängerin christlicher Pop- und Rockmusik und Songwriterin. Sie tritt unter dem Künstlernamen Plumb auf.

## Biographie
Plumb wuchs in Fayetteville, Georgia, auf und begann ihre Karriere als Hintergrundsängerin. Ihr Album candycoatedwaterdrops gewann 2000 den Dove Award als Modern Rock Album of the Year. Zwei Stücke davon wurden Hits für andere Künstler: Stranded wurde 2002 ein Hit für Jennifer Paige und Damaged wurde 2003 ein Dance-Hit für Plummet.
Während der ersten drei veröffentlichten Alben wurde Plumb als Band vermarktet. Die Band wurde nach dem Song My Favorite Plum von Suzanne Vega benannt. 2000 beschloss Lee das Musikgeschäft zu verlassen. Obwohl sie erst zwei Alben veröffentlicht hatte, wurde aus Vertragsgründen mit dem Musiklabel Essential Records ein Best-of-Album veröffentlicht.
2003 entschied sie sich für eine Solo-Karriere und unterschrieb beim Label Curb Records. Am 9. Oktober 2007 veröffentlichte sie Blink, ihr drittes Solo-Album. Die erste Single-Auskopplung In My Arms wurde von Kaskade, Scotty K, Bronleewe & Bose, Gomi und Bimbo Jones geremixt und erreichte Platz 1 in den Billboard Dance Charts.
Im Herbst 2009 erschien das Remix-Album Beautiful History mit zwei neuen Titeln. Die erste Single-Auskopplung Hang On erreichte wiederum Platz 1 in den Billboard Hot Dance Club Play sowie den Hot Dance Airplay Charts. Als zweite Single wurde der Titel Beautiful History ausgekoppelt, der Platz 22 der Billboard Hot Christian Songs erreichte.
Am 26. Februar 2013 wurde nach sechsjähriger Pause das vierte Soloalbum Need You Now veröffentlicht.
Am 19. Januar 2018 beim 45. March for Life (Washington, D.C.) war Plumb ein Haupt Act.

## Diskografie

### Studioalben
| Jahr | Titel                   | Höchstplatzierung, Gesamtwochen, AuszeichnungChartplatzierungen (Jahr, Titel, Platzierungen, Wochen, Auszeichnungen, Anmerkungen) | Höchstplatzierung, Gesamtwochen, AuszeichnungChartplatzierungen (Jahr, Titel, Platzierungen, Wochen, Auszeichnungen, Anmerkungen) | Anmerkungen                            |
| Jahr | Titel                   | US | Christ | Anmerkungen                            |
| ---- | ----------------------- | --- | --- | -------------------------------------- |
| 1997 | Plumb                   | — | Christ28 (12 Wo.)Christ | Erstveröffentlichung: 29. Juli 1997    |
| 1999 | candycoatedwaterdrops   | — | Christ15 (7 Wo.)Christ | Erstveröffentlichung: 13. April 1999   |
| 2003 | Beautiful Lumps of Coal | — | Christ32 (1 Wo.)Christ | Erstveröffentlichung: 25. März 2003    |
| 2006 | Chaotic Resolve         | US177 (1 Wo.)US | Christ10 (7 Wo.)Christ | Erstveröffentlichung: 28. Februar 2006 |
| 2007 | Blink                   | — | Christ23 (9 Wo.)Christ | Erstveröffentlichung: 9. Oktober 2007  |
| 2013 | Need You Now            | US56 (4 Wo.)US | Christ2 (81 Wo.)Christ | Erstveröffentlichung: 26. Februar 2013 |
| 2015 | Exhale                  | US81 (1 Wo.)US | Christ3 (31 Wo.)Christ | Erstveröffentlichung: 4. Mai 2015      |
| 2018 | Beautifully Broken      | — | Christ20 (6 Wo.)Christ | Erstveröffentlichung: 22. Juni 2018    |

### Kompilationen
| Jahr | Titel                                | Höchstplatzierung, Gesamtwochen, AuszeichnungChartsChartplatzierungen (Jahr, Titel, Platzierungen, Wochen, Auszeichnungen, Anmerkungen) | Anmerkungen                             |
| Jahr | Titel                                | Christ | Anmerkungen                             |
| ---- | ------------------------------------ | --- | --------------------------------------- |
| 2009 | Beautiful History: A Hits Collection | Christ39 (1 Wo.)Christ | Erstveröffentlichung: 13. November 2009 |

Weitere Kompilationen
- 2000: The Best of Plumb

### Singles
| Jahr | Titel Album                                                 | Höchstplatzierung, Gesamtwochen, AuszeichnungChartsChartplatzierungen (Jahr, Titel, Album, Platzierungen, Wochen, Auszeichnungen, Anmerkungen) | Anmerkungen         |
| Jahr | Titel Album                                                 | Christ | Anmerkungen         |
| ---- | ----------------------------------------------------------- | --- | ------------------- |
| 2003 | Sink N’ Swim Beautiful Lumps of Coal                        | Christ39 (1 Wo.)Christ |                     |
| 2006 | Cut Chaotic Resolve                                         | Christ26 (7 Wo.)Christ |                     |
| 2007 | In My Arms Blink                                            | Christ24 Gold · (10 Wo.)Christ | Verkäufe: + 500.000 |
| 2007 | Mary Sweet Mary Bless the Broken Road: The Duets Album      | Christ26 (1 Wo.)Christ | mit Selah           |
| 2009 | Silver Bells –                                              | Christ17 (3 Wo.)Christ |                     |
| 2010 | God-Shaped Hold (2010) Beautiful History: A Hits Collection | Christ25 (20 Wo.)Christ |                     |
| 2010 | Beautiful History Beautiful History: A Hits Collection      | Christ22 (19 Wo.)Christ |                     |
| 2011 | Drifting Need You Now                                       | Christ27 (21 Wo.)Christ | feat. Dan Haseltine |
| 2012 | Need You Now (How Many Times) Need You Now                  | Christ3 Gold · (52 Wo.)Christ | Verkäufe: + 500.000 |
| 2013 | One Drop Need You Now                                       | Christ23 (20 Wo.)Christ |                     |
| 2014 | Don’t Deserve You Need You Now                              | Christ15 (28 Wo.)Christ |                     |
| 2014 | Lord I’m Ready Now Exhale                                   | Christ10 (25 Wo.)Christ |                     |
| 2015 | Exhale                                                      | Christ12 (26 Wo.)Christ |                     |
| 2016 | Great Is Our God Exhale                                     | Christ45 (5 Wo.)Christ |                     |
| 2017 | God Help Me Beautifully Broken                              | Christ18 (26 Wo.)Christ |                     |
| 2017 | Beautifully Broken                                          | Christ23 (21 Wo.)Christ |                     |

Weitere Singles
- 1997: Sobering (Don’t Turn Around)
- 1997: Unforgivable
- 1997: Crazy
- 1997: Endure
- 1997: Who Am I?
- 1999: Late Great Planet Earth
- 1999: God-Shaped Hole
- 1999: Stranded
- 1999: Here With Me
- 1999: Damaged
- 1999: Phobic
- 1999: Solace
- 2003: Free
- 2004: Real
- 2004: Boys Don’t Cry
- 2005: Better
- 2005: I Can’t Do This
- 2006: Blush (Only You)
- 2006: Bittersweet
- 2006: Real Life Fairytale
- 2009: Blink
- 2009: Hang On
- 2015: Smoke
- 2018: Crazy About You
- 2019: Somebody Loves You
- 2019: Behold
- 2019: Christmas Vacation

### Gastbeiträge
| Jahr | Titel Album                                                          | Höchstplatzierung, Gesamtwochen, AuszeichnungChartsChartplatzierungen (Jahr, Titel, Album, Platzierungen, Wochen, Auszeichnungen, Anmerkungen) | Anmerkungen             |
| Jahr | Titel Album                                                          | Christ | Anmerkungen             |
| ---- | -------------------------------------------------------------------- | --- | ----------------------- |
| 2003 | It’s Beginning to Look a Lot Like Christmas The Christmas Collection | Christ16 (4 Wo.)Christ | Marc Martel feat. Plumb |

### Musikvideos
- Unforgivable
- Sobering (Don’t Turn Around)
- Crazy
- Real
- Boys Don’t Cry
- Sink N’ Swim
- Cut